# Mesiotelus libanicus
Mesiotelus libanicus är en spindelart som först beskrevs av Simon 1878.  Mesiotelus libanicus ingår i släktet Mesiotelus och familjen månspindlar.
Artens utbredningsområde är Libanon. Inga underarter finns listade i Catalogue of Life.